# Crangonidae
Die Crangonidae sind eine Familie aus der Ordnung der Zehnfußkrebse (Decapoda). Bei den Arten handelt es sich um langschwänzige, meist als Garnelen bezeichnete, Krebse.

## Merkmale
Crangonidae sind Zehnfußkrebse mit garnelenartigem Habitus. Der Körper ist dorsoventral (von oben nach unten) etwas abgeflacht. Typische Merkmale sind: Das Rostrum des Carapax ist sehr kurz. Die robusten ersten Peraeopoden sind zu einer Schere in Fom einer Subchela umgewandelt, bei der das Endglied taschenmesser-artig gegen das massive Grundglied eingeklappt wird. Die übrigen Beinpaare, einschließlich des zweiten, sind viel schwächer entwickelt und können ebenfalls Chelae tragen, ein Exopodit fehlt ihnen. Der Carpus (ein Glied des Spaltbeins) ist eingliedrig.
Die Weibchen tragen die Eier bis zum Schlupf der Zoea-Larven an speziellen Borsten angeheftet an der Unterseite ihres Pleons (Hinterleibs) mit sich herum.

## Gattungen
- Aegaeon Agassiz, 1846
- Argis Krøyer, 1842
- Crangon Fabricius, 1798
  - Furchengarnele (Crangon allmanni)
  - Nordseegarnele (Crangon crangon)
- Lissocrangon Kuris et Carlton, 1977
- Lissosabinea Christoffersen, 1988
- Mesocrangon Zarenkov, 1965
- Metacrangon Zarenkov, 1965
- Neocrangon Zarenkov, 1965
- Paracrangon Dana, 1852
- Parapontocaris Alcock, 1901
- Philocheras Stebbing, 1900
- Pontocaris Bate, 1888
- Pontophilus Leach, 1817
- Prionocrangon Wood Mason & Alcock, 1891
- Rhynocrangon Zarenkov, 1965
- Sabinea J.C. Ross, 1835
- Sclerocrangon G.O. Sars, 1883